# Метрополійний університет Торонто

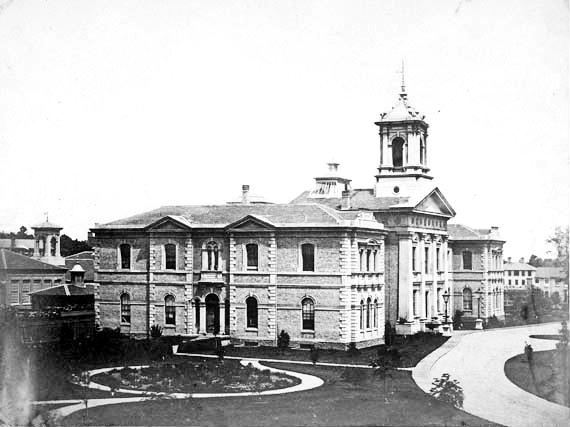
Нормальна школа на Gould St. у 1856 році

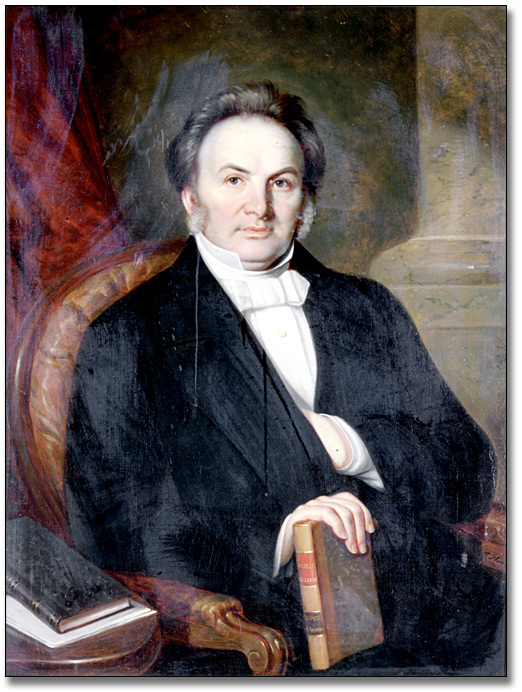
Еґертон Раєрсон (1803–1882)

Метрополійний університет Торонто, донедавна Університет Раєрсона — канадський державний університет у Торонто . Він був заснований у 1948 році та названий на честь Еґертона Раєрсона . 31 000 студентів денної форми навчання навчаються на понад 80 спеціальностях. Належить до Міжнародної асоціації університетів.

## Історія
У 1852 році Еґертон Раєрсон заснував перший навчальний заклад для вчителів, Нормальну школу Торонто, на місці, яке зараз є головним кампусом університету в Онтаріо. Це включало Департамент освіти і Музей природної історії та образотворчого мистецтва, який пізніше став Королівським музеєм Онтаріо. Сільськогосподарська лабораторія, розташована на місці, призвела до заснування сільськогосподарського коледжу Онтаріо та Університету Ґвелфа .
Еґертон Раєрсон був видатним викладачем, політиком і публіцистом. Його вважають засновником системи загальної освіти в Онтаріо. Він також був засновником першої медіакомпанії в Канаді в 1829 році. Methodist Book and Publishing House, який у 1919 році було перейменовано на The Ryerson Press, тепер належить видавництву McGraw-Hill Ryerson Publishing, яке продає підручники по всьому світу.
Інститут навчання та підвищення кваліфікації Торонто був заснований у 1945 році. Під час Другої світової війни він був навчальним центром Королівських ВПС Канади. Установа була спільним закладом національного та провінційного урядів і служила для інтеграції відставних солдатів у цивільне життя. Технологічний інститут Раєрсона був заснований у 1948 році. У 1966 році цей інститут було перейменовано в Політехнічний інститут Раєрсона . У 1971 році інститут отримав акредитацію від державних регулюючих органів уряду провінції та від Асоціації університетів і коледжів Канади (AUCC). У тому ж році Інститут став членом Ради університетів Онтаріо (COU). У 1992 році Раєрсон отримав другу інженерну школу Торонто з акредитацією від Канадської ради з інженерної акредитації. У 1993 році університет отримав дозвіл на магістерські курси та право присуджувати докторські ступені.
26 квітня 2022 було оголошено про перейменування Університету на Метрополійний університет Торонто через суспільне невдоволення роллю Еґертона Раєрсона у створенні системи інтернатних шкіл для дітей перших націй Канади.

## Факультети
Є такі факультети:
- Факультет мистецтв
- Факультет комунікації та дизайну
- Факультет соціальних послуг
- Факультет інженерії, архітектури та науки
- Школа менеджменту Теда Роджерса
- Аспірантура

- G. Raymond Chang School of Continuing Education є Факультетом Університету Раєрсона та найбільшим університетським закладом освіти для дорослих у країні.

## Спорт
Раєрсон Ремс представляє університет у легкоатлетичних лігах університету Онтаріо (OUA).

## Відомі випускники
- Енджі Лау, журналіст
- Воуґешіґ Райс, журналіст і письменник

## Вебпосилання
- Університет Раєрсона

## Подальше читання
1. ↑  https://web.archive.org/web/20210818132208/https://www.carl-abrc.ca/about-carl/members/
2. ↑  https://web.archive.org/web/20210812231046/https://www.univcan.ca/universities/member-universities/
3. ↑  https://web.archive.org/web/20231020113811/https://orcid.org/members
4. ↑  https://web.archive.org/web/20230803111744/https://cdn.ifla.org/wp-content/uploads/ifla-members-and-association-affiliates_2023-07-21.pdf
5. ↑  https://web.archive.org/web/20240227092307/https://www.cni.org/about-cni/membership/members
6. ↑  https://web.archive.org/web/20231016073235/https://www.crl.edu/membership/members
7. ↑  https://web.archive.org/web/20231015070603/https://sparcopen.org/who-we-are/members/
8. ↑  https://web.archive.org/web/20221214213749/https://alliancecan.ca/en/membership/our-members
9. ↑  https://web.archive.org/web/20231009110100/https://www.federationhss.ca/en/membership/our-members
10. ↑  https://web.archive.org/web/20230904115855/https://www.crkn-rcdr.ca/en/members
11. ↑   https://iau-aiu.net/List-of-IAU-members?lang=en. {{cite web}}: Пропущений або порожній |title= (довідка); Проігноровано невідомий параметр |hrsg= (можливо, |publisher=?) (довідка); Проігноровано невідомий параметр |sprache= (можливо, |language=?) (довідка); Проігноровано невідомий параметр |titel= (можливо, |title=?) (довідка); Проігноровано невідомий параметр |werk= (можливо, |work=?) (довідка); Проігноровано невідомий параметр |zugriff= (можливо, |access-date=?) (довідка)
12. ↑   https://iau-aiu.net/List-of-IAU-members?lang=en. {{cite web}}: Пропущений або порожній |title= (довідка); Проігноровано невідомий параметр |hrsg= (можливо, |publisher=?) (довідка); Проігноровано невідомий параметр |sprache= (можливо, |language=?) (довідка); Проігноровано невідомий параметр |titel= (можливо, |title=?) (довідка); Проігноровано невідомий параметр |werk= (можливо, |work=?) (довідка); Проігноровано невідомий параметр |zugriff= (можливо, |access-date=?) (довідка)
13. ↑  Bowden, Olivia (26 квітня 2022). Ryerson to be renamed Toronto Metropolitan University. Toronto Star. Процитовано 26 квітня 2022.